# لوبی (ناحیه خب)
لوبی (به چکی: Luby) یک منطقهٔ مسکونی و شهرستان دارای شهرک سابقاً روستا در جمهوری چک است که در ناحیه خب واقع شده‌است. لوبی ۲٬۵۱۵ نفر جمعیت دارد.